# Jessica Rossi
Jessica Rossi, född 7 januari 1992 i Cento i Emilia-Romagna, är en italiensk sportskytt.
Rossi blev olympisk guldmedaljör i trap vid sommarspelen 2012 i London.